# Chase County (Kansas)
Chase County je okres ve státě Kansas v USA. K roku 2010 zde žilo 2 790 obyvatel. Správním městem okresu je Cottonwood Falls. Celková rozloha okresu činí 2 015 km².

## Sousední okresy
| Růžice kompasu | Morris County | Morris County         | Lyon County      | Růžice kompasu |
| Růžice kompasu | Marion County | Sever                 | Lyon County      | Růžice kompasu |
| Růžice kompasu | Marion County | Chase County (Kansas) | Lyon County      | Růžice kompasu |
| Růžice kompasu | Marion County | Jih                   | Lyon County      | Růžice kompasu |
| Růžice kompasu | Butler County | Butler County         | Greenwood County | Růžice kompasu |